# 欣巴人

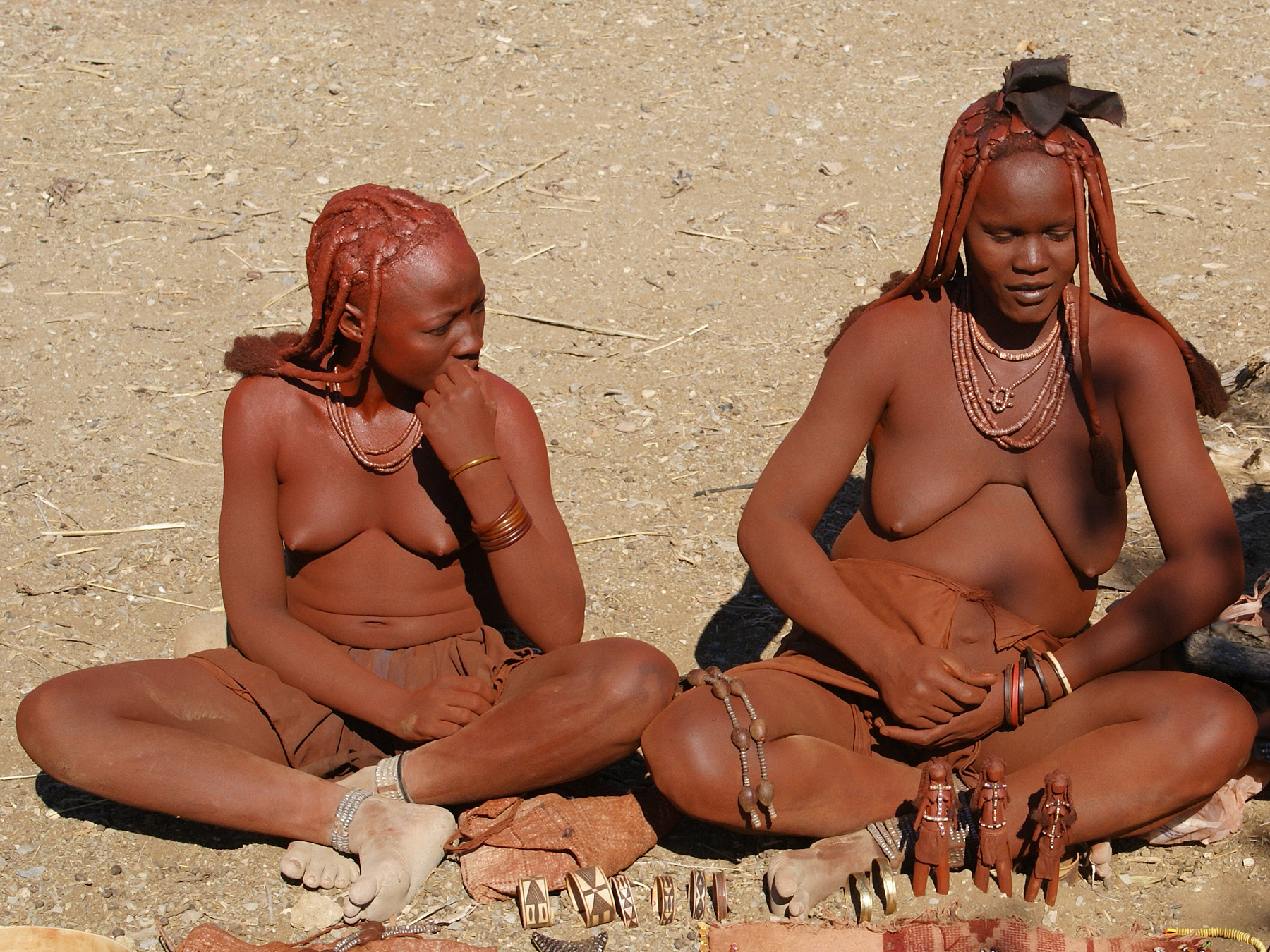
欣巴妇女

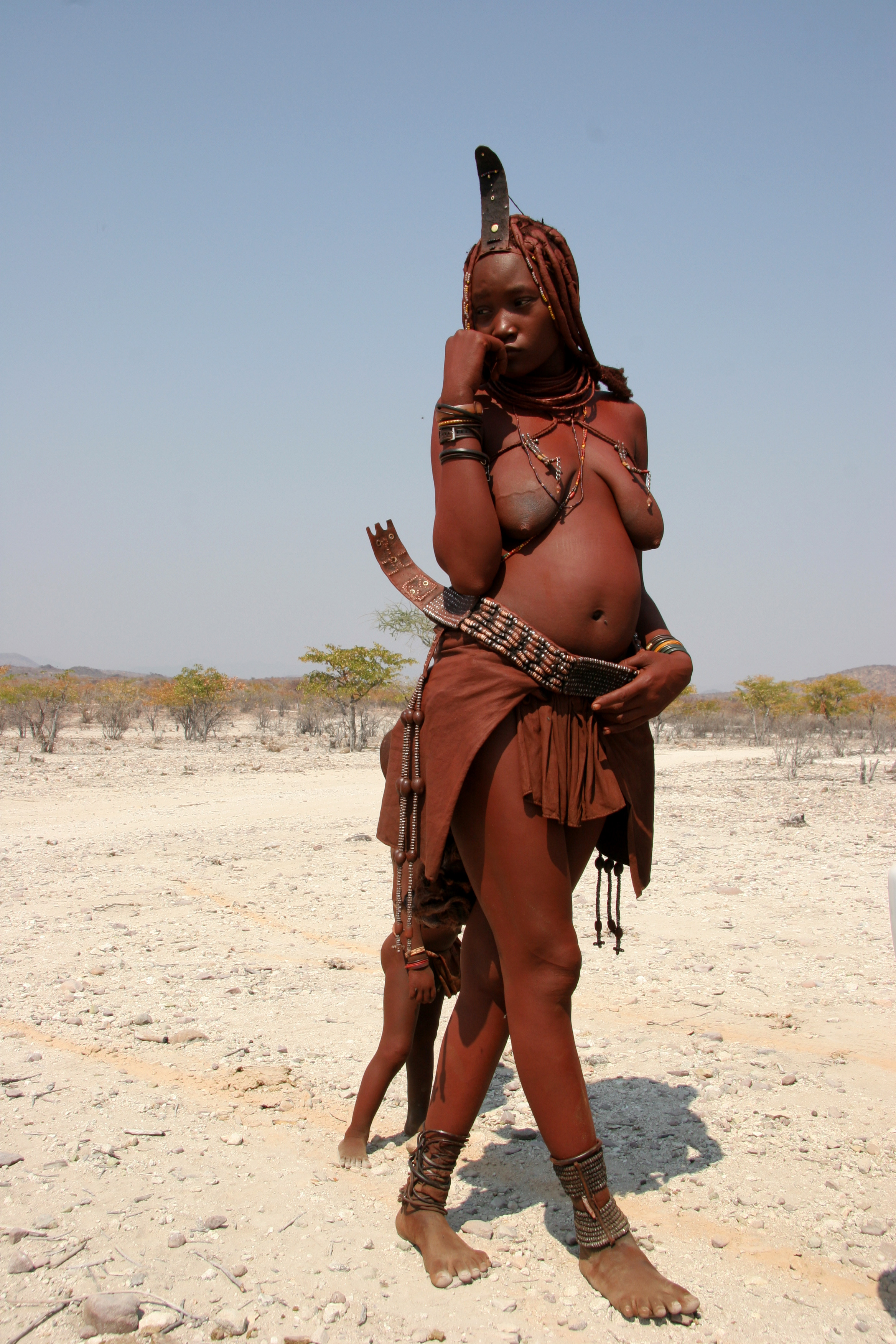
欣巴少女

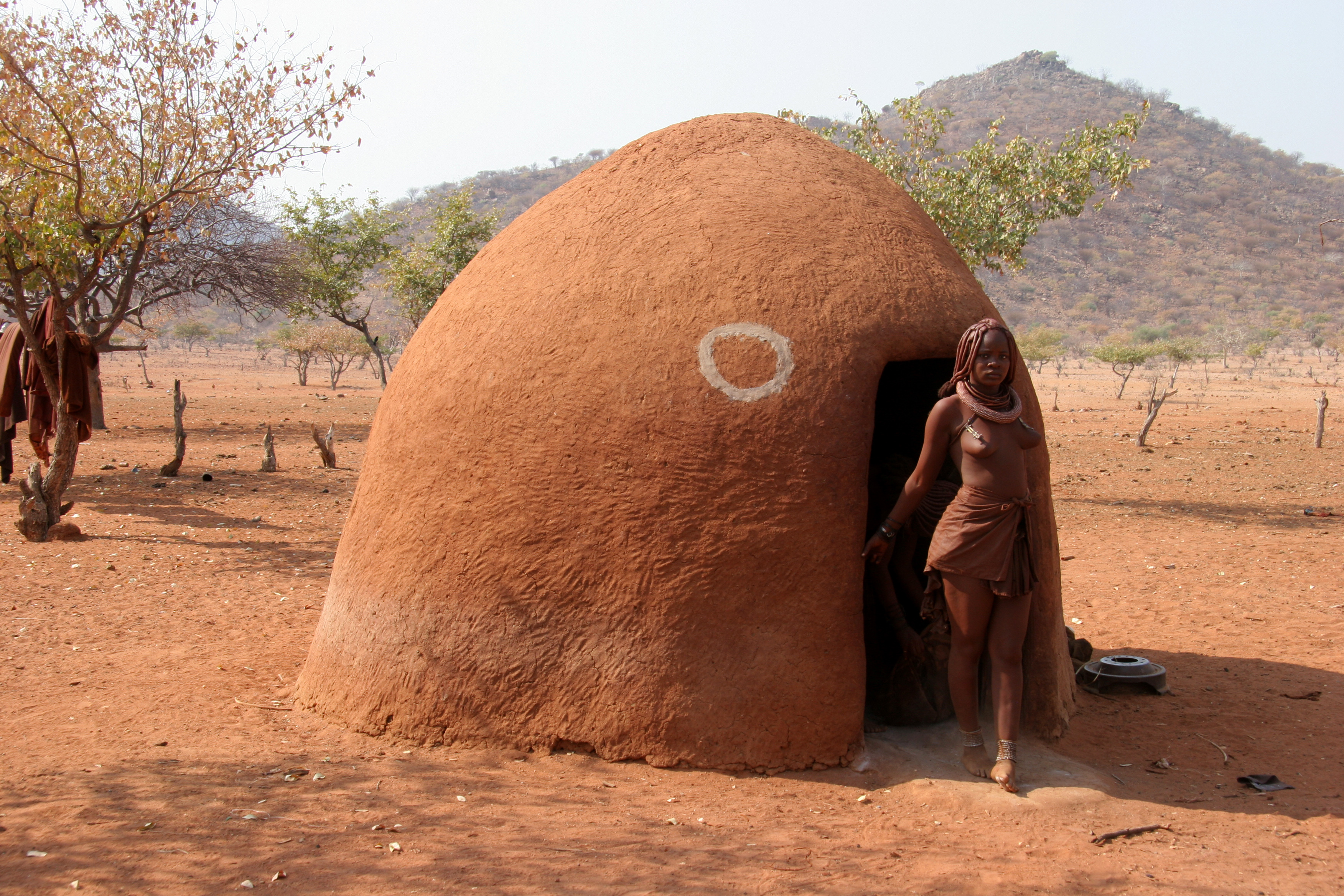
房屋

欣巴人（Himba；又译辛巴人）是生活在非洲纳米比亚北部为数不多的族群，人口约为3万至5萬左右，以游牧为生，至今还保持着自己民族的原始生活形态。
欣巴妇女每天都要往身上涂红色石粉，这种石头产于当地，磨成粉末后与奶油搅拌成膏体，涂抹全身及头发上，主要是用来抵御烈日暴晒。所以外人看欣巴人的皮肤永远是红色的，因此欣巴人常被称为“红人”。欣巴妇女常年裸露上身，主要在家看护小孩及采摘野果，而欣巴男人主要游牧。